# 3331 Kvistaberg
3331 Kvistaberg è un asteroide della fascia principale. Scoperto nel 1979, presenta un'orbita caratterizzata da un semiasse maggiore pari a 2,4199646 UA e da un'eccentricità di 0,0882732, inclinata di 3,55852° rispetto all'eclittica.